# 阿児温泉
阿児温泉（あごおんせん）は、三重県志摩市にある温泉。

## 泉質
- ナトリウム - 塩化物・炭酸水素塩泉

## 温泉街
海岸沿いに一軒宿（ペンション）の「シャカ志島ペンション」が存在する。

## 歴史
開湯は2000年（平成12年）である。水道水確保のためのボーリングを実施した際に源泉を掘り当てた。源泉の存在する地層が、白亜紀であることから、源泉の登録名もそれに因んで「阿児温泉シャカ太古の湯」、温泉も「阿児温泉シャカ白亜紀の湯」となっている。

## アクセス
- 鉄道 : 近鉄志摩線 鵜方駅より志島方面行きバスで大口バス停下車（約20分）。そこから徒歩で約10分。